# André Foucher
André Foucher   (Cuillé, 2 d'octubre de 1933 - 4 de maig de 2025) va ser un ciclista francès, que fou professional entre 1958 i 1967. Les principals victòries foren dues edicions del Gran Premi del Midi Libre, el 1964 i 1965.

## Palmarès
- 1955
  - Campió de França militar
- 1958
  - Campió de França independent
- 1959
  - 1r al GP de l'Equipe
- 1960
  - 1r al Circuit de La Sarthe
  - 1r a Noyal
- 1962
  - 1r al GP Amitié Puteaux
  - 1r a Perros-Guirec
  - 1r a Puteaux
- 1963
  - 1r a Châteaugiron
  - 1r a Giron
- 1964
  - 1r al Gran Premi del Midi Libre
  - 1r a Preslin
- 1965
  - 1r al Gran Premi del Midi Libre
  - 1r a Craon
  - 1r a Henon
  - 1r a Querrien
- 1966
  - 1r a Châteaugiron
  - 1r a Saint-Just
- 1967
  - 1r a Hennebont
- 1968
  - 1r a Plouëc-du-Trieux

### Resultats al Tour de França
- 1960. Abandona (9a etapa)
- 1961. 20è de la classificació general
- 1962. 54è de la classificació general
- 1963. 57è de la classificació general
- 1964. 6è de la classificació general
- 1965. 18è de la classificació general
- 1966. 43è de la classificació general
- 1967. 46è de la classificació general

### Resultats al Giro d'Itàlia
- 1962. Abandona

### Resultats a la Volta a Espanya
- 1967. 48è de la classificació general